# Comuna Menciîkurî, Vesele
Menciîkurî (în ucraineană Менчикури) este o comună în raionul Vesele, regiunea Zaporijjea, Ucraina, formată din satele Menciîkurî (reședința) și Piskoșîne.

## Demografie
Componența lingvistică a comunei Menciîkurî
     Ucraineană (89,91%)
     Rusă (8,26%)
     Alte limbi (0,49%)
Conform recensământului din 2001, majoritatea populației comunei Menciîkurî era vorbitoare de ucraineană (89,91%), existând în minoritate și vorbitori de rusă (8,26%) și armeană (1,11%).